# Пітер Даттон
Пітер Крейг Даттон (18 листопада 1970 , Брисбен ) — австралійський політик, лідер Ліберальної партії з 2022 року.

## Біографія
В 2001 Даттон вперше обраний в Палату представників Австралії.
В 2018 році брав активну участь у знятті з посади очільника Ліберальної партії поміркованого Малкольма Тернбулла, але через репутацію занадто правого політика не зміг обійняти цю посаду й лише консолідував повноваження Міністра внутрішніх справ, у віданні якого в Австралії знаходяться кілька структур національної безпеки: федеральна поліція, прикордонна охорона та зовнішня розвідка.
18 травня 2019 року правоцентристська коаліція здобула перемогу на парламентських виборах, і 29 травня було сформовано другий уряд Моррісона, в якому Даттон зберіг посаду міністра внутрішніх справ.
30 березня 2021 року в результаті серії кадрових переміщень в уряді Даттон здобув портфелі міністра оборони та лідера більшості у Палаті представників.
30 травня 2022 року після поразки лібералів на парламентських виборах Даттон був на безальтернативній основі обраний новим лідером партії після Скотта Моррісона.